# 高木繁雄
高木 繁雄（たかぎ しげお、1948年4月2日 -  ）は、日本の経営者、銀行家。北陸銀行頭取、ほくほくフィナンシャルグループ社長を務めた。

## 来歴・人物
富山県富山市出身。1971年に早稲田大学商学部を卒業し、同年に北陸銀行に入行した。1998年6月に取締役に就任し、2002年6月には頭取に就任。北海道銀行との経営統合を主導し、2003年9月にはほくほくフィナンシャルグループ社長に就任。2013年6月には特別顧問に就任。
2018年11月に旭日中綬章を受章。